# Anna Maria Ortese

## Vida pregressa
Nascida em Roma, ela foi a quinta de seis filhos de Beatrice Vaccà e Oreste Ortese. Seu pai trabalhava para o governo italiano, e a família se mudava com frequência. Em janeiro de 1933, seu irmão, Emmanuel, de quem ela era muito próxima, faleceu na Martinica, onde seu navio havia atracado. Sua morte despertou em Ortese o desejo de escrever.

## Carreira
Seus primeiros poemas foram publicados na revista La Sierra Lettering. Seu trabalho foi bem recebido e ela foi encorajada a escrever mais. No ano seguinte, a mesma revista publicou seu primeiro conto, La Pellerossa. Em 1937, Massimo Bontempelli, escritor de La Bompiani e mentor de Ortese, publicou outro de seus contos, Angelici dolori. Embora esta história tenha recebido críticas favoráveis, atraiu críticas dos proeminentes críticos literários Falqui e Vigorelli.
Apesar de seu começo promissor, sua inspiração e motivação diminuíram. Em 1939, ela viajou de Florença para Veneza, onde encontrou emprego como revisora no jornal local Il Gazzetino. Com a aproximação da Segunda Guerra Mundial, Ortese voltou para Nápoles, onde havia morado previamente com sua família. Foi lá que ela se inspirou novamente para escrever. No final da guerra, Anna trabalhou como redatora da revista Sud.
Seus pais morreram em 1950 e 1953. Nesse período, publicou seu segundo e terceiro livros: L'Infanta sepolta e Il mare non bagna Napoli. Esta coletânia consistia em cinco peças que retratavam as condições abjetas de Nápoles após a guerra; tornou-se muito aclamado e recebeu o Prêmio Viareggio. É a partir do primeiro capítulo da coleção que o filme Un paio di occhiali foi adaptado e apresentado na Bienal de Veneza em 2001.
De meados da década de 1950 até o final dos anos 60, Anna viajou e escreveu extensivamente. Ela voltou a Milão em 1967 e escreveu um livro, Poveri e semplici, pelo qual recebeu o Prêmio Strega.

### romances
- L'iguana (1965)
- Poveri e semplici (1967)
- O porto de Toledo (1975)
- Il cappello piumato (1979)
- Il cardillo adolorato (1993)
- Alonso ei visionari (1996)

### Contos
- Angelici dolori (1937)
- L'Infanta sepolta (1950)
- Il mare non bagna Napoli (1953)
- Os Dias do Céu (1958)
- La luna sul muro e altri racconti (1968)
- L'alone grigio (1969)
- Estivi terrori (1987)
- A Morte do Folletto (1987)
- In sonno e in veglia (1987)
- Il monaciello di Napoli - Il fantasma (2002) - histórias originalmente publicadas entre 1940 e 1942
- Mistero sofrido (2010) - histórias inéditas

### Ensaios e textos de viagem
- Silenzio a Milano (1958) - artigos publicados na década de 1950
- Il treno russo (1983) - reportagem
- Il mormorio di Parigi (1986) - artigos publicados por volta de 1961
- La lente escura. Escritos de viagem (1991) - relatos de viagem
- Le giacchette grigie della Nunziatella - artigos de 1945-1947
- Corpo celeste (1997) - escritos de 1974 a 1989
- Da Moby Dick all'Orsa Bianca (2011) - escritos sobre literatura e arte, publicados entre 1939 e 1994
- Le Piccole Persone (2016) - em defesa dos animais e outros escritos, alguns inéditos